# Robert Latouche
Robert Latouche (Le Mans, 24 novembre 1881 – Grenoble, 6 giugno 1973) è stato un medievista francese, allievo di Ferdinand Lot, e Henri Pirenne e specialista del Medioevo e della città di Nizza, una cui via  ne porta il nome.

## Biografia
Nato il 24 novembre 1881 a Le Mans, continuò inizialmente l'opera iniziata dal suo maestro, Ferdinand Lot, e da Arthur Giry prima di lui, e si impegnò ad arricchirla. Il suo lavoro è ripreso da molti medievalisti contemporanei. Partecipò ai due conflitti del 1914-18 e del 1939-45.

## Pubblicazioni
(elenco non esaustivo)
- The Birth of the Western Economy: Economic Aspects of the Dark Ages, Barnes and Noble Inc., New York, 1961
- Nouvelle histoire du Dauphiné (Préfacier), 2007
- Études médiévales, le haut Moyen âge, la France de l'Ouest, des Pyrénées aux Alpes, 1966
- Gaulois et Francs, de Vercingétorix à Charlemagne, 1965
- Historiae Éditeur scientifique, 1964
- Historia Francorum, Traducteur 1963
- Maine, Perche et leurs châteaux, 1962
- Le Film de l'histoire médiévale en France, 1959
- Les Origines de l'économie occidentale, 1956
- Quelques aperçus sur le manse en Provence au Xe et au XIe siècle, 1955
- Histoire de Nice. Tome 2. De 1860 à 1914, 1954
- Textes d'histoire médiévale, V-XI, 1951
- Histoire de Nice. Tome I. Des origines à 1860, 1951
- Dictionnaire topographique du département de la Sarthe, Éditeur scientifique, 1950
- Jules Laforgue et ses poésies, Préfacier, 1950
- Institut national d'études démographiques, Aspect démographique de la crise des grandes invasions, 1948
- Les grandes invasions et la crise de l'Occident au Ve siècle, 1946
- Textes historiques du haut Moyen âge, 1941
- Département des Alpes maritimes. Inventaire sommaire du fonds "Citta e contado di Nizza" des archives d'État de Turin, 1937
- Un aspect de la vie rurale dans le Maine au XIe et au XIIe siècle. L'établissement des bourgs, 1937
- Henri Pirenne, historien de la Belgique (1862-1935), 1936
- Le Royaume de France, du traité de Verdun à l'avènement des Capétiens, 843-987, 1935
- Histoire du comté de Nice. Ouvrage illustré de gravures hors texte, 1932
- Sospel. Pages d'histoire, 1929
- Archives des Alpes-Maritimes. Répertoire numérique du fonds sarde (1814-1860). 1ère partie : Intendance générale de Nice, 1928
- Histoire de Saint-Antonin-Noble-Val, 1926
- Notice sur les archives départementales des Alpes-Maritimes, 1924
- Études historiques sur le comté de Nice. Les Sources. Inventaire du fonds "Nizza e Contado" conservé à "l'Archivio di Stato" de Turin (1re partie), 1924
- Comptes consulaires de Saint-Antonin du XIVe siècle, 1923
- La Vie en Bas-Quercy du XIVe au XVIIIe siècle, 1923
- Étude sur le notariat dans le Bas-Quercy et le Bas-Rouergue, 1923
- La Coutume originale de Saint-Antonin (Tarn-et-Garonne), 1922
- Archives de Tarn-et-Garonne. Répertoire provisoire des titres des communautés d'habitants dans la série E des archives de Tarn-et-Garonne, 1920
- Nice et Cimiez (V-XI), 1917
- Les Représentations de mystères à Saint-Antonin au XVe siècle, 1915
- Un registre de P. Alègre, notaire à Castelsarrasin (1303-1306), 1915
- Un pouillé du diocèse de Cahors, conservé aux archives de la Société archéologique de Tarn et Garonne, 1915
- Essai sur la grande peur de 1789 dans le Quercy, 1915
- Les Archives communales et l'ancien comté de Nice sous le gouvernement sarde, 1915
- Saint-Antonin de Rouergue et la domination anglaise au XIVe siècle (1358-1369), 1913
- Valeur historique des légendes, 1913
- Saint-Antonin, pages d'histoire, 1913
- Archives départementales de Tarn-et-Garonne. Répertoire numérique de la série L (administration de 1790 à l'an VIII), 1912
- Répertoire de la série L, administration de 1790 à l'an VIII, 1912
- Archives départementales de Tarn-et-Garonne. Répertoire numérique de la série V (cultes), 1912
- Mélanges d'histoire de Cornouaille, (V-XI), 1911
- Histoire du comté du Maine pendant le Xe et le XIe siècle, 1910
- Inventaire sommaire de la collection Arnoul conservée à la Bibliothèque nationale (nouv. acq. franç. 21306-21444), 1908
- Études sur le comté du Maine (820-1110), 1907
- Essai de critique sur la continuation des "Actus pontificum Cenomannis in urbe degentium" d'Aldric à Arnaud, 1906
- Essai de critique sur la continuation des "Actus pontificum Cenomannis in urbe degentium" (857-1255)

## Premi
- Prix Thérouanne nel 1966 per Gaulois et Francs
- Prix Broquette-Gonin (storia) nel 1960 per Le film de l’histoire médiévale